# 8089 Yukar
8089 Yukar eller 1990 TW7 är en asteroid i huvudbältet som upptäcktes den 13 oktober 1990 av de båda tyska astronomen Freimut Börngen och Lutz D. Schmadel vid Tautenburg-observatoriet. Den är uppkallad efter Ljudmila Karatjkinas make astronomen Jurij Vasiljevitj Karatjkin.
Asteroiden har en diameter på ungefär sex kilometer.